# Castelo Novo
Castelo Novo és una freguesia portuguesa del municipi de Fundão, amb 40,51 km² d'àrea i 392 habitants (2016). La densitat de població n'és de 9,7 hab/km².

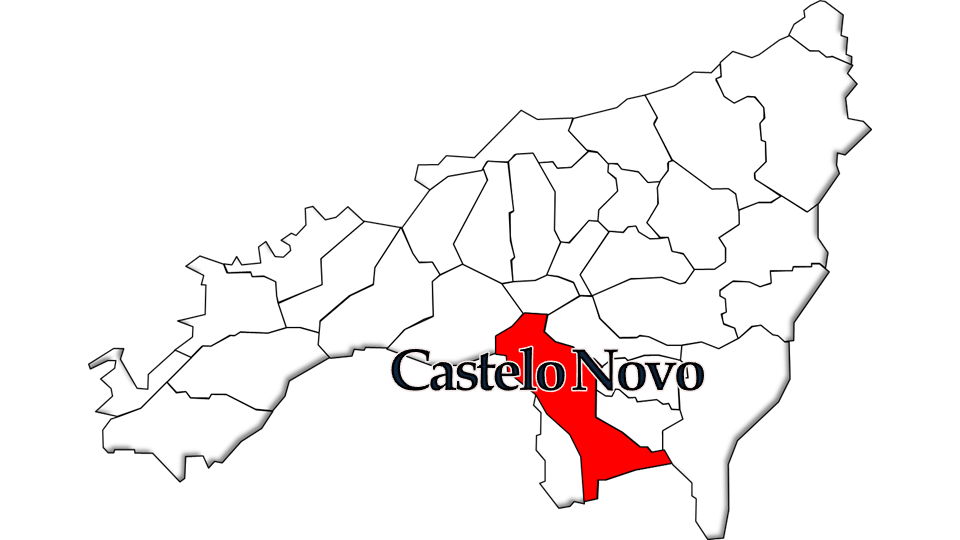
Situació en el municipi de Fundão

## Població

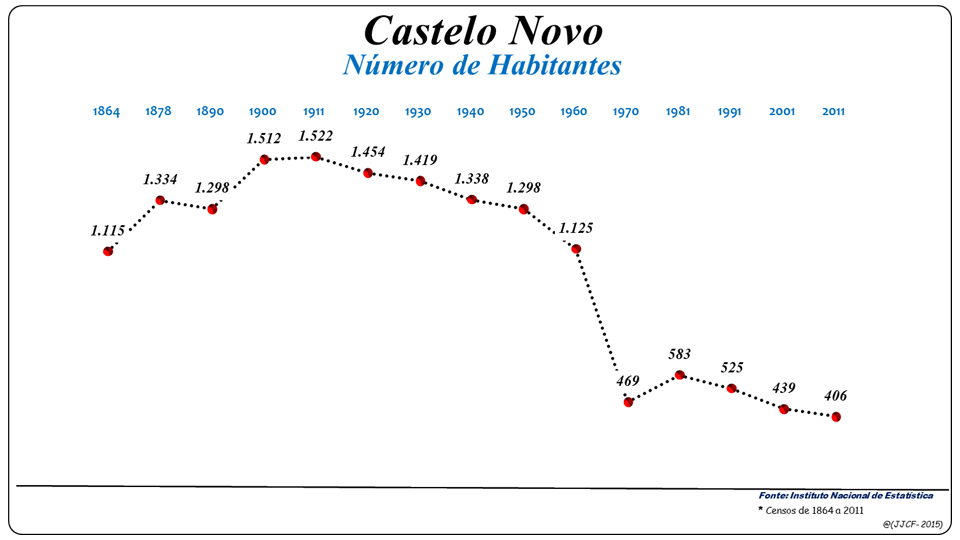
Evolució de la població (1864 / 2011)

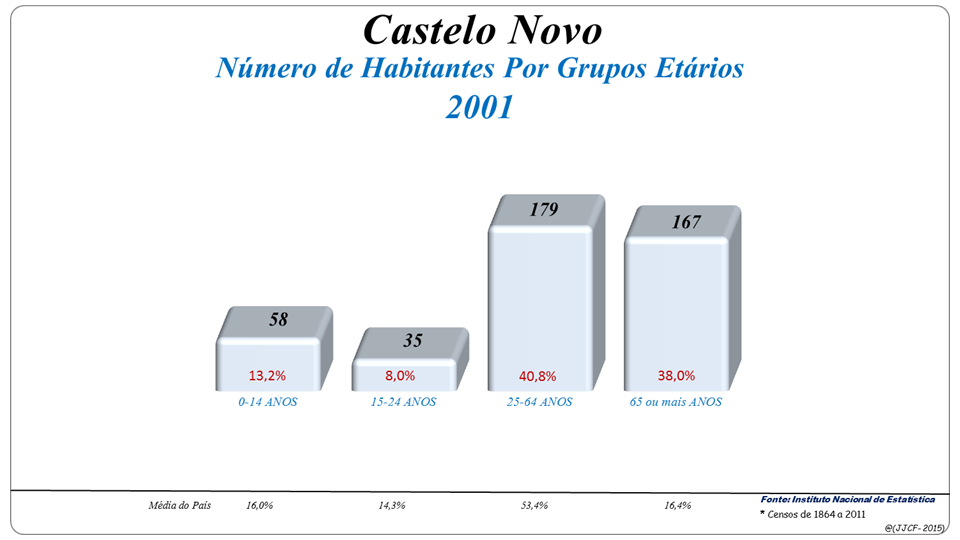
Grups d'edat (2001 i 2011)

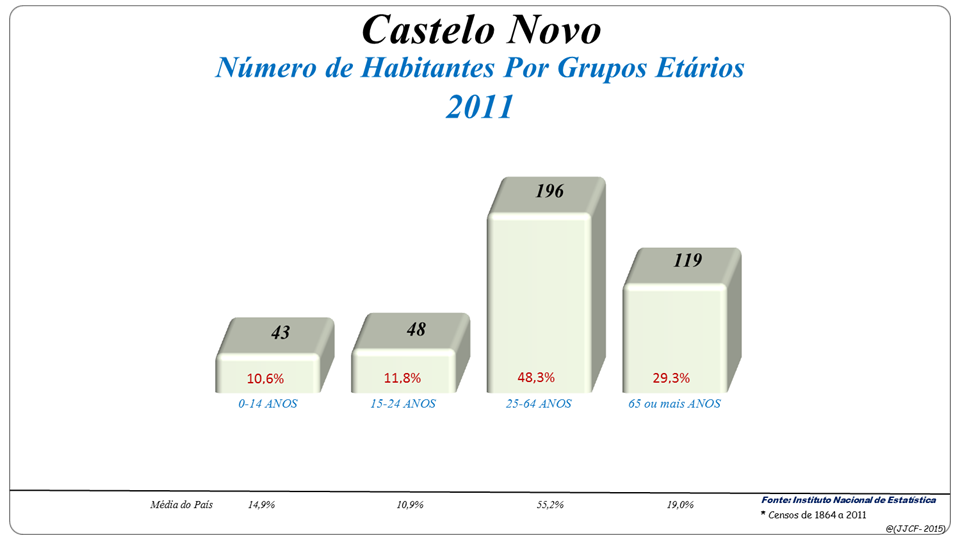
Grups d'edat (2001 i 2011)

| Població de la freguesia de Castelo Novo | Població de la freguesia de Castelo Novo | Població de la freguesia de Castelo Novo | Població de la freguesia de Castelo Novo | Població de la freguesia de Castelo Novo | Població de la freguesia de Castelo Novo | Població de la freguesia de Castelo Novo | Població de la freguesia de Castelo Novo | Població de la freguesia de Castelo Novo | Població de la freguesia de Castelo Novo | Població de la freguesia de Castelo Novo | Població de la freguesia de Castelo Novo | Població de la freguesia de Castelo Novo | Població de la freguesia de Castelo Novo | Població de la freguesia de Castelo Novo | Població de la freguesia de Castelo Novo |
| ---------------------------------------- | ---------------------------------------- | ---------------------------------------- | ---------------------------------------- | ---------------------------------------- | ---------------------------------------- | ---------------------------------------- | ---------------------------------------- | ---------------------------------------- | ---------------------------------------- | ---------------------------------------- | ---------------------------------------- | ---------------------------------------- | ---------------------------------------- | ---------------------------------------- | ---------------------------------------- |
| 1864                                     | 1878                                     | 1890                                     | 1900                                     | 1911                                     | 1920                                     | 1930                                     | 1940                                     | 1950                                     | 1960                                     | 1970                                     | 1981                                     | 1991                                     | 2001                                     | 2011                                     | 2016                                     |
| 1 115                                    | 1 334                                    | 1 298                                    | 1 512                                    | 1 522                                    | 1 454                                    | 1 419                                    | 1 338                                    | 1 298                                    | 1 125                                    | 469                                      | 583                                      | 525                                      | 439                                      | 406                                      | 392                                      |

## Història
Els vestigis arqueològics coneguts suggereixen una ocupació humana del territori probablement des de l'Eneolític, amb troballes que es remunten a l'edat del bronze i del ferro i es consoliden en la colonització romana.
L'existència de poblament apareix documentada des dels primers temps de la nacionalitat. La qüestió dels furs, però, no s'ha consensuat entre els historiadors: alguns autors defensen que s'haja establert al 1202 a la llavors designada Alpreada per Pedro Guterres i Ausenda, i més tard seria heretada per testament pels cavallers templers. Altres referències, però, afirmen que Castelo Novo pertanyé a la corona inicialment, i el primer fur fou donat als templers, i En Pedro i N'Ausenda en serien els primers pobladors.
El topònim Castelo Novo, en substitució de l'anterior, és citat per primera vegada al 1208, en el testament de Guterres, pel qual donà la "terra a quà anomenen Castelo Novo" als templers. Segurament degué haver-hi un Castell Vell (allí o a l'indret del mateix nom, al cim de la serra de la Gardunha), i entre 1205 i 1208 se n'hauria edificat un de nou. Si fos així cauen per terra totes les afirmacions que atribueixen a En Dionís la construcció del castell. El que no sembla improbable és que aquest monarca hagués allí manat fer alguna intervenció. El segon fur li'n va ser per ell concedit.
En el regnat de Manuel I, el castell ja no seria nou; s'encarregà de restaurar-lo un escuder de la Casa Reial, que es va fer acompanyar d'un paleta mestre d'obres natural de Castella. Entre els dos n'esclatà una sèrie de discussions sobre els plans de remodelació.
Manuel I, l'1 de juny de 1510, va concedir a Castelo Novo el seu tercer fur, signat a Santarém, que s'insereix en el Llibre dels furs nous de Beira (fls. 29 i col. 1a), que consta a la Torre do Tombo.
El municipi de Castelo Novo, a banda de la pròpia vila, era constituït per les freguesies de Lardosa, Louriçal do Campo, Orca, Zebras, Atalaia do Campo, Póvoa de Atalaia, Soalheira i Vale de Prazeres. Tenia, al 1801, 2.994 habitants. El 1835, el municipi s'eliminà i s'annexà al d'Alpedrinha, passant amb aquest i el seu terme, a formar part del municipi de Fundão, a partir del 24 d'octubre de 1855. Dels seus temps de municipi, es conserva el seu símbol principal: la creu de terme.

## Patrimoni religiós

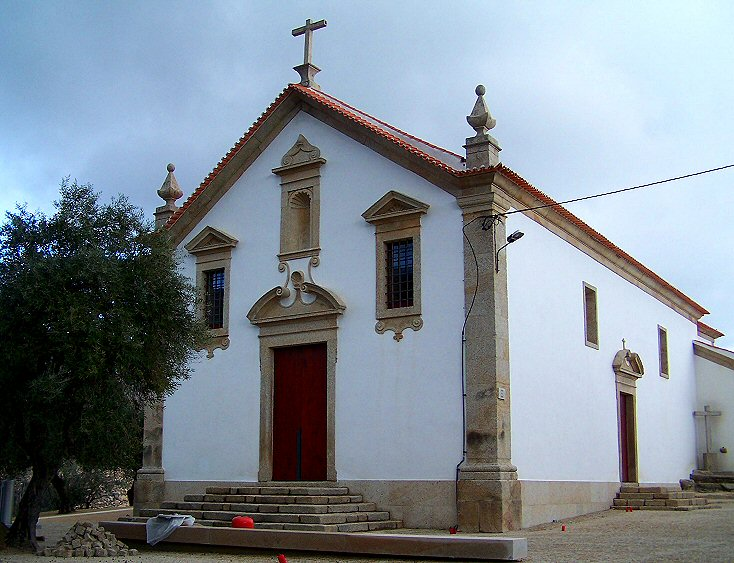
Església matricial

- Església matricial de Castelo Novo: o de Nossa Senhora da Graça, encara que remunti al període medieval, fou totalment remodelada al segle xviii i té a l'interior elements de l'estil barroc.
- Església de la Misericòrdia de Castelo Novo: construcció del segle xviii. Aquest temple presenta una arquitectura simple vernacla.
- Capella de Sant Antoni de Castelo Novo: de construcció medieval.

## Patrimoni militar
- Castell de Castelo Novo: al llogaret del mateix nom, deu ser anterior al segle XIII.

## Patrimoni arquitectònic

### Civil
| Imatge | Patrimoni                     | Tipologia     | Localitat    | Classificació | Any | ID | Coordenades |
| ------ | ----------------------------- | ------------- | ------------ | ------------- | --- | -- | ----------- |
|        |                               |               |              |               |     |    |             |
|        | Creu de terme de Castelo Novo | Creu de terme | Castelo Novo | ?             | ?   | ?  | ?           |

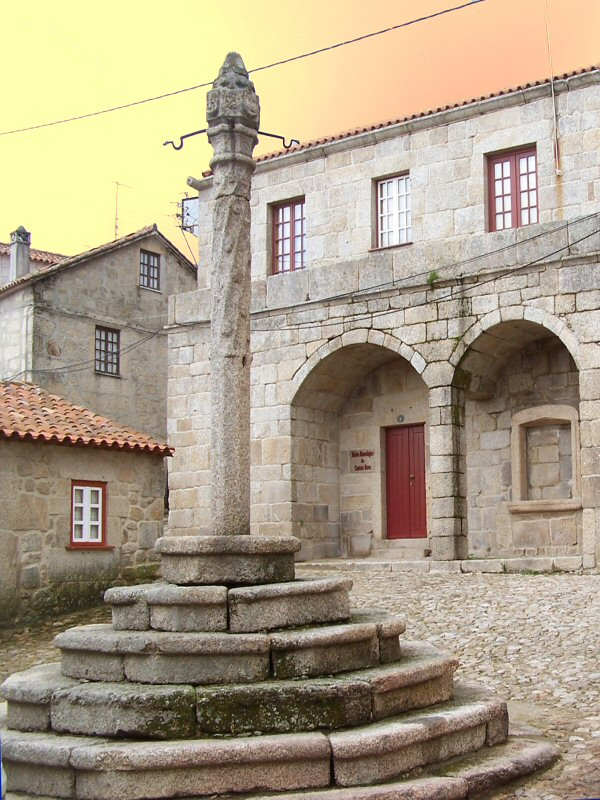
Creu de terme de Castelo Novo, a la plaça central

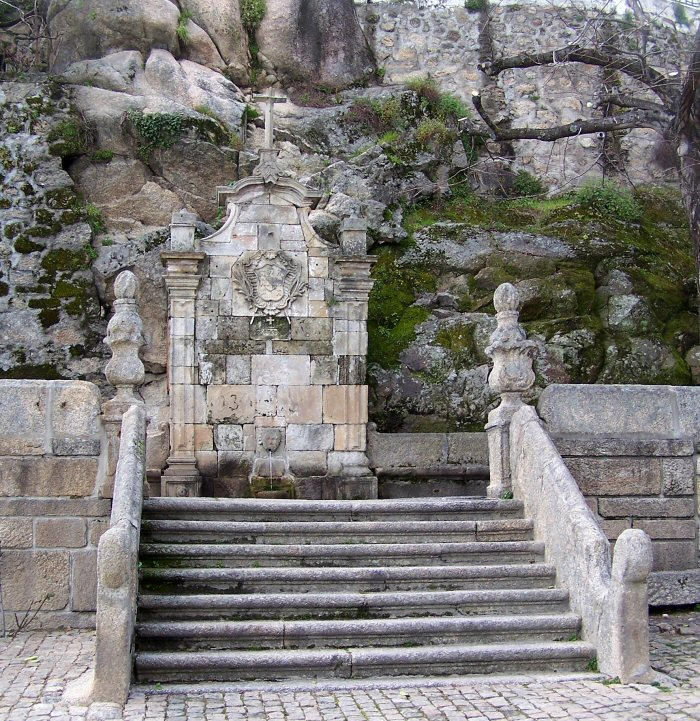
Font de la Bica

- Premsa de Castelo Novo: un patrimoni humanitzat rellevant de l'organització social i comunitària del llogaret, premsa de vi de probable construcció entre els segles vii i viii.
- Llogaret de Castelo Novo: centre històric.
- Creu de terme de Castelo Novo: a la plaça del municipi es troba l'edifici cinccentista dels antics Paços i al seu davant és la creu de terme de construcció manuelina.
- Font de la Bica: monument barroc, amb la pedra d'armes de Joan V, amb escala d'accés i un espai envoltat de bancs de pedra granítica.
- Finestra manuelina: a l'edifici de l'Associació Sociocultural de Castelo Novo, al carrer de la Gardunha.